# Bagor (Midden-Java)
Bagor is een plaats en bestuurslaag op het 4de niveau (kelurahan/desa).
Bagor ligt in het onderdistrict (kecamatan) Miri in het regentschap Sragen van de provincie Midden-Java, Indonesië. 
Bagor telt 2.504 inwoners (volkstelling 2010).
Binnen de desa Bagor liggen 10 dorpen en gehuchten.
Bagor · Brojol · Doyong · Geneng · Gilirejo · Gilirejo Baru · Girimargo · Jeruk · Soko · Sunggingan
Gemolong · Gesi · Gondang · Jenar · Kalijambe · Karangmalang · Kedawung · Masaran · Miri · Mondokan · Ngrampal · Plupuh · Sambirejo · Sambung Macan · Sidoharjo · Sragen · Sukodono · Sumberlawang · Tangen · Tanon